# Kim Kolwiek (film 2019)
Kim Kolwiek (ang. Kim Possible) – amerykański film komediowy i przygodowy z kanonu Disney Channel Original Movies. Film został stworzony na podstawie serialu animowanego o tym samym tytule. Premiera filmu odbyła się 15 lutego 2019 roku. Polska premiera filmu odbyła się 31 maja 2019 roku na antenie Disney Channel.

## Fabuła
Nastoletnia bohaterka na co dzień, Kim Kolwiek (Sadie Stanley), i jej najlepszy przyjaciel, Ross Rabiaka (Sean Giambrone), rozpoczynają swój pierwszy rok w liceum, wszystko podczas ratowania świata przed złoczyńcami. Kiedy Kim i Ross zawsze byli o jeden krok przed przeciwnikami, nawigowanie w towarzyskiej hierarchii liceum to spore wyzwanie, niż bohaterowie sobie wyobrażali. Gdy Drakken (Todd Stashwick) i Strzyga (Taylor Ortega) knują coś w pobliżu, Kim musi w powstrzymaniu tych super-przestępców liczyć na swoją rodzinę i przyjaciół z Drużyny Kolwiek: Rossa, geniusza technologii Wade'a (Issac Ryan Brown), nową przyjaciółkę Athenę (Ciara Riley Wilson), i gołego kretoszczura Rufusa.

## Obsada
- Sadie Stanley – Kim Kolwiek
- Sean Giambrone – Ross Rabiaka
- Ciara Riley Wilson – Athena
- Todd Stashwick – dr Drakken
- Taylor Ortega – Strzyga
- Issac Ryan Brown – Wade Load
- Erika Tham – Bonnie Rockwaller
- Alyson Hannigan – dr Annie Kolwiek
- Matthew Clarke – dr James Kolwiek
- Owen Fielding – Tim Kolwiek
- Connor Fielding – Jim Kolwiek
- Connie Ray – Nana Kolwiek
- Maxwell Simkins – młody Drakken
- Michael P. Northey – pan Steve Pilnik
- Cedric Ducharme – Cool Todd
- Patton Oswalt – profesor Dementor
- Patrick Sabongui – dr Glopman
- Christy Carlson Romano – Poppy Blu
- Nancy Cartwright – Rufus (głos)

## Wersja polska
Lektor:
- Artur Kaczmarski (tytuł),
- Mateusz Kwiecień (napisy ekranowe)